# Kossi Koudagba
Kossi Koudagba (né le 2 octobre 1995 et mort le 18 juin 2020) est un joueur de football international togolais, qui évoluait au poste d'attaquant.

## Biographie

### Carrière en club
Kossi Koudagba joue pour l'Espoir FC de Tsévié en deuxième division togolaise lors de la saison 2016-2017. 
Il rejoint ensuite l'ASC Kara en première division. Il remporte avec cette équipe le championnat du Togo et la Supercoupe du Togo.

### Carrière en sélection
En novembre 2018, il est appelé pour faire partie du groupe togolais convoqué pour le match de qualification à la Coupe d'Afrique des nations contre l'Algérie. 
Il fait ses débuts internationaux le 4 août 2019, lors des qualifications du championnat d'Afrique des nations contre le Bénin. 
Il reçoit ensuite deux autres sélections lors de l'année 2019, à nouveau contre le Bénin, puis face au Nigeria, ce qui porte son total à trois sélections.

### Décès
Il meurt le 18 mars 2020 de la malaria à l'âge de 24 ans.

## Palmarès
ASC Kara
- Championnat du Togo (1) :
  - Champion : 2018-19.

- Supercoupe du Togo (1) :
  - Vainqueur : 2019.